# 伊射波神社
伊射波神社（いざわじんじゃ）は、三重県鳥羽市安楽島町（あらしまちょう）の加布良古崎にある神社。式内社（大社）論社で、志摩国一宮。旧社格は無格社。
別称として「志摩大明神」・「加布良古大明神」・「かぶらこさん」等とも呼ばれる。

## 祭神
『諸国一の宮』によれば、祭神は以下の4柱。
- 稚日女尊 （わかひめのみこと）

『公式ガイドブック 全国一の宮めぐり』 では天照大神に仕えた神と紹介。
『日本書紀』に記載されている神功皇后が三韓征伐を行う際に現れた「尾田（現、三重県鳥羽市の加布良古の古名） の吾田節（後の答志郡）の淡郡（粟嶋＝ 安楽島）に居る神.」の事であり、兵庫県神戸市の生田神社に鎮座する前はこの伊射波神社に鎮座していた神である。
- 伊佐波登美命 （いざわとみのみこと）

平安時代末期から鎌倉時代中期の成立とされる『倭姫命世記』によれば、垂仁天皇の御世に皇女倭姫命が皇大神宮の朝夕の御贄を奉る地を探して志摩国を訪れたとき、この神が出迎えたとする。『公式ガイドブック 全国一の宮めぐり』によれば、安楽島の二地（ふたぢ）の鳥羽贄遺跡がこの神の本宮跡で、平安時代後期に現在地へ移ったと言う。
- 玉柱屋姫命 （たまはしらやひめのみこと）

伊雑宮の『御鎮座本縁』などでは天叢雲命の裔、伊勢国造の祖・天日別命の子である。『公式ガイドブック 全国一の宮めぐり』では伊佐波登美命の妃神と解説。
- 狭依姫命 （さよりひめのみこと）

『公式ガイドブック 全国一の宮めぐり』では宗像三女神の1柱市杵島姫命の別名で、近くの長藻地と言う島に祀られていたが、島が水没したので当社に合祀されたと言う。
御崎の先には、別に領有神が祀られている。当社の玉垣内には丸白石が敷き詰められており、古くから漁民はこの白石を船霊として船中に安置し、豊漁を祈る習慣がある。船守りとして白石を持ち帰った際は、必ず2倍3倍にして社地へ返さねばならないとされる。

## 歴史
創建の時期は不詳だが、1500年以上の歴史を持つといわれる。『諸国一の宮』によれば、当社は稚日女尊を海の道から加布良古崎へ祭祀したのが起源で、志摩国の海上守護神として古代から崇敬されたと言う。
延長5年（927年）の『延喜式神名帳』には「貞コ粟嶋坐伊射波神社二座　並　大」と記載がある。『諸国一の宮』では、志摩市磯部町から鳥羽市安楽島町にかけての粟嶋と呼ばれた地域で、伊射波神社2座のうち1つは当社、1つは伊雑宮と述べる。しかし、『中世諸国一宮制の基礎的研究』では、伊射波神社2座は合祀されて伊雑宮に祀られたので、当社は式内・伊射波神社ではないとする。
建久3年（1192年）の『皇大神宮年中行事』に「悪志。赤崎。加布良古明神」とあり、また『外宮旧神楽歌』に「志摩国知久利が浜におわします悪止・赤崎・悪止九所のみまえには、あまたの船こそ浮かんだれ、艫には赤碕のり玉う。舳先には大明神（加布良古神）のり玉う。加布良古の外峰に立てる姫小松、沢立てる松は千世のためし、加布良古の沖の汐ひかば、都へなびけ、我も靡かん。加布良古の大明神に遊びの上分を参らする請玉の宝殿」とあるため、『日本の神々』では古くから阿久志神社や赤崎神社と共に知られていたと述べる。
当社は伊雑宮と共に志摩国一宮とされる。志摩国に一宮が2つあった理由について、『日本の神々』では伊雑宮が伊勢神宮の別宮兼官社だったため、民社で同じ祭神の当社を一宮にすべき事情があったか、鳥羽藩が神領再興を叫ぶ伊雑宮の神職を牽制するためにもう1つの一宮をつくったのではないかと推測している。
また、『中世諸国一宮制の基礎的研究』
では、次の5つの理由から伊雑宮こそが志摩国の一宮とする。
1. 『和名類聚抄』の例から「伊射波」は「伊雑」の万葉仮名と考えられること。
2. 『大神宮本記帰正鈔』の「廿七年伊雑宮造立」の項に「神宮ヨリ摂スル時ハ、伊雑宮ト宮号ヲ以テ称シ、志摩国司ノ管スル時ハ、伊射波神社ト社号ヲ以テセシト見エテ」とあり、神宮と国司で伊雑宮の呼び方が異なったこと。
3. 加布良古明神は古くは荒前神社と呼ばれたらしく、古代・中世の史料に伊射波神社の名がないこと。
4. 明治7年（1874年）に薗田守宣が著した『伊射波神社考』に「文化四年六月、城主（鳥羽城主稲垣長以）ノ沙汰トシテ、社ノ覆屋、拝殿・鳥居ヲ寄附シ、神号ノ捜索アリテ、伊射波大明神ナル趣ヲ啓ス」とあり、文化4年（1807年）から当社を伊射波神社と称したこと。
5. 一宮は、一般に国府に近い大社とされる慣例だったが、国府推定地である志摩郡阿児町国府から見て、伊雑宮の方が当社より近いこと。

『志陽略誌』には「倭論語云う志摩大明神と号す是なり。或人志摩国一宮と云う也。（略）往古社頭地あると雖も、戦国より以来之を亡失す」とあり、戦国時代に社地を失ったとされる。また、安政元年（1854年）11月の大地震と大津波、火災によって記録が流失・焼失したと言う。
明治の近代社格制度では無格社とされた。昭和31年（1956年）籠堂が再建され、昭和51年（1976年）本殿と拝殿が造営。平成13年（2001年）神明造の本殿と拝殿を現在地に造営して遷座した。

## 境内

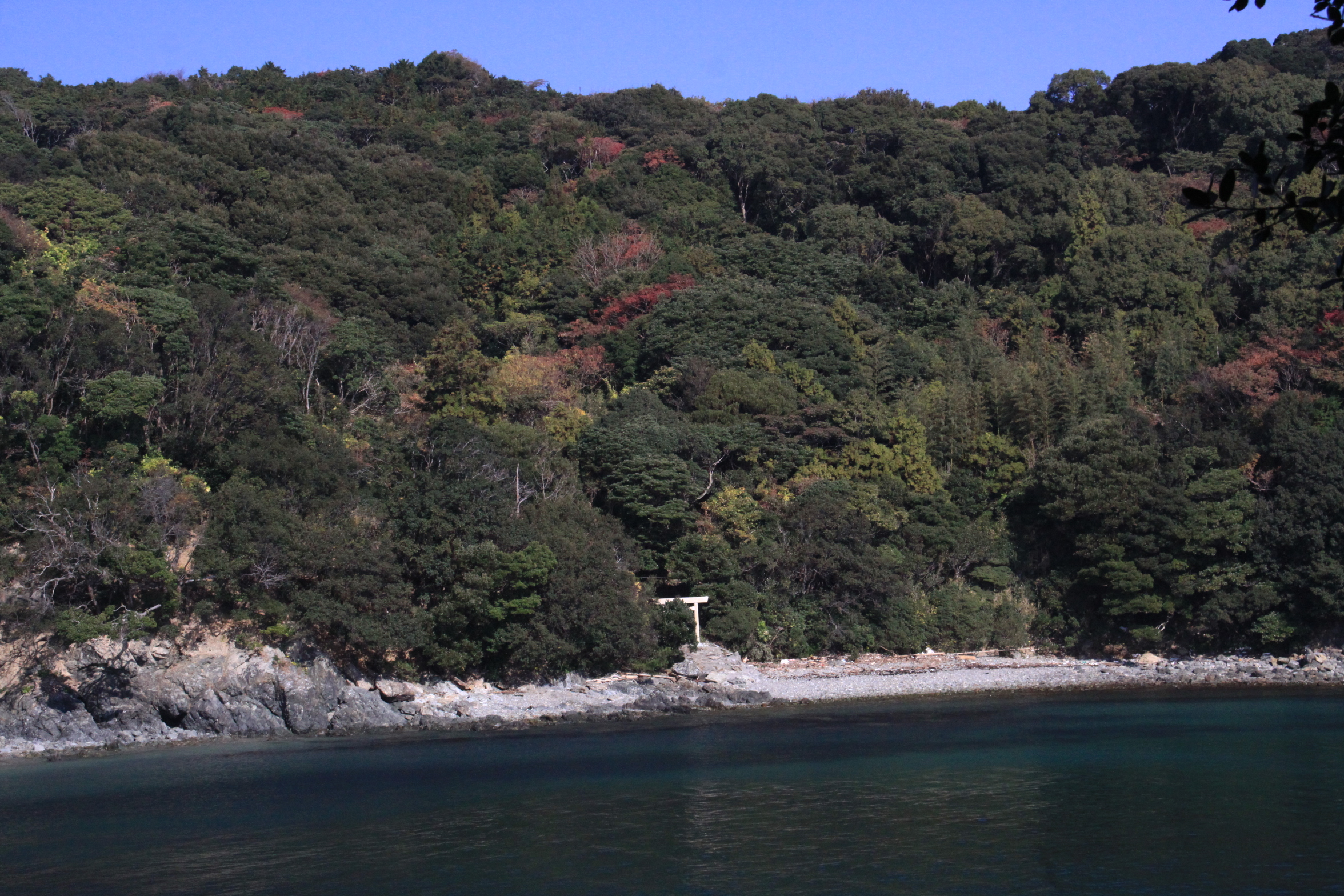
加布良古崎 （かぶらこざき） 画像中央付近の海岸に一の鳥居が見える。社殿は岬の頂に鎮座する。
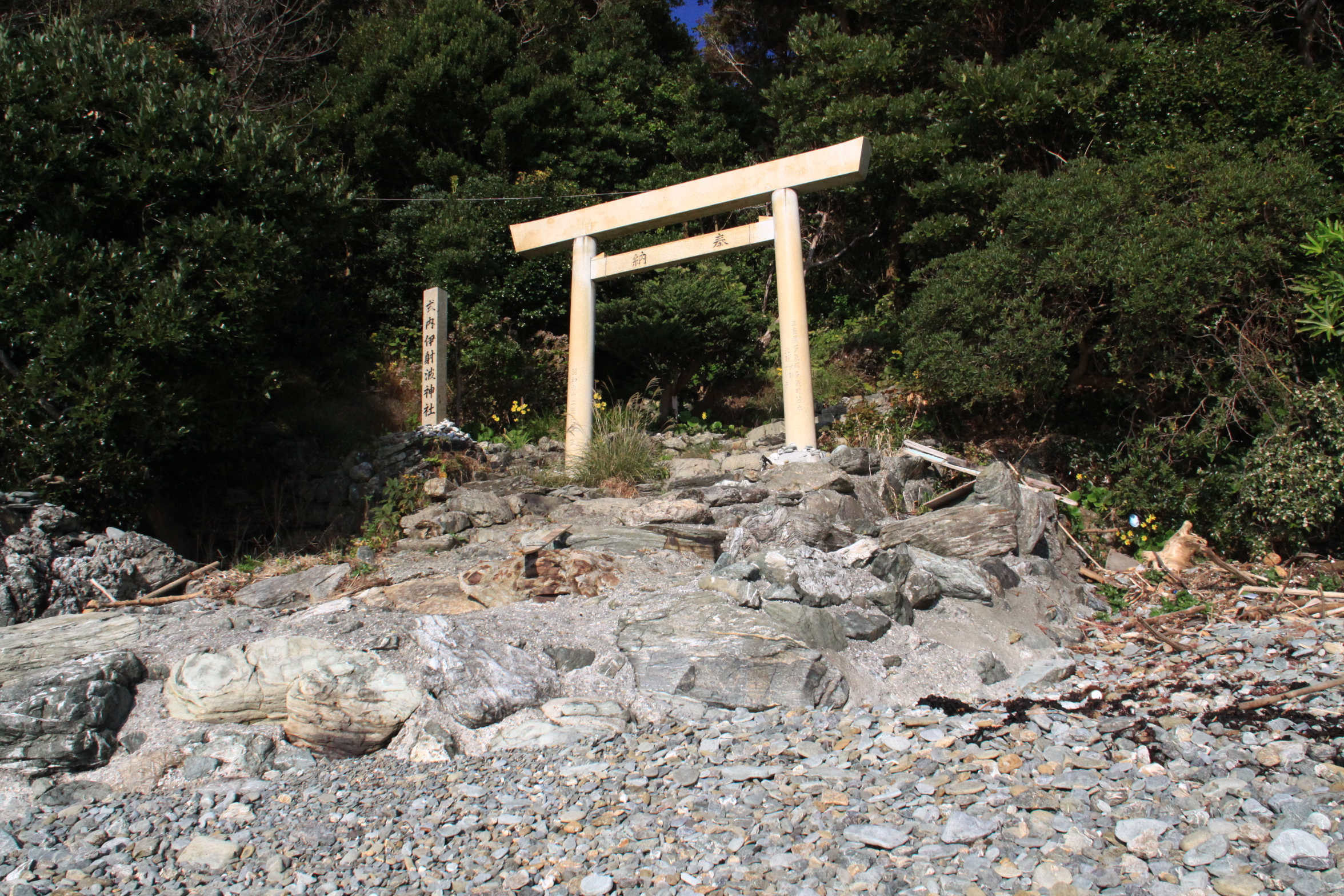
一の鳥居 海岸に立つ一の鳥居。左には「式内 伊射波神社」の石標が立っている。
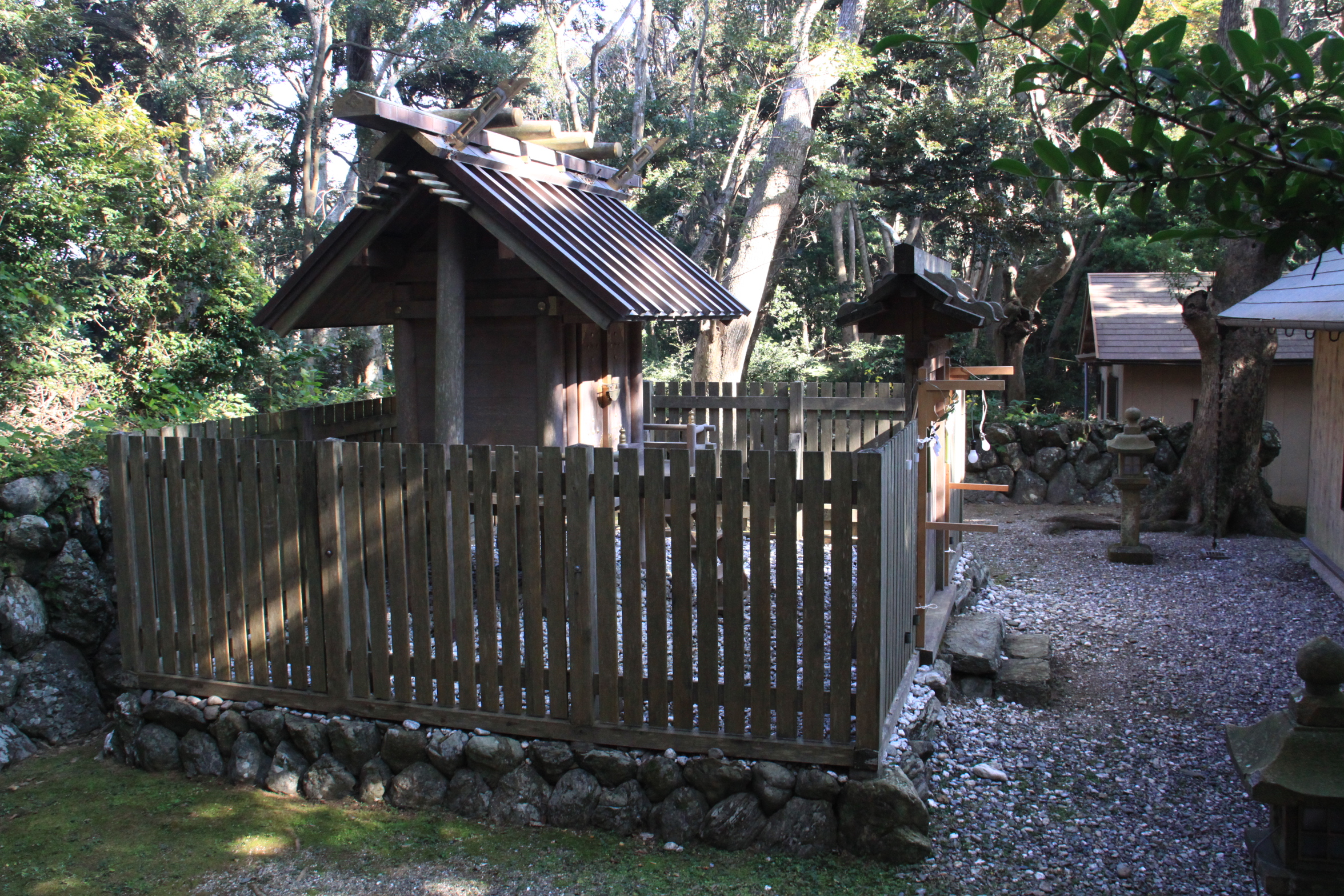
本殿 平成13年（2001年）に拝殿と共に建てられた。右奥には参集所が見える。
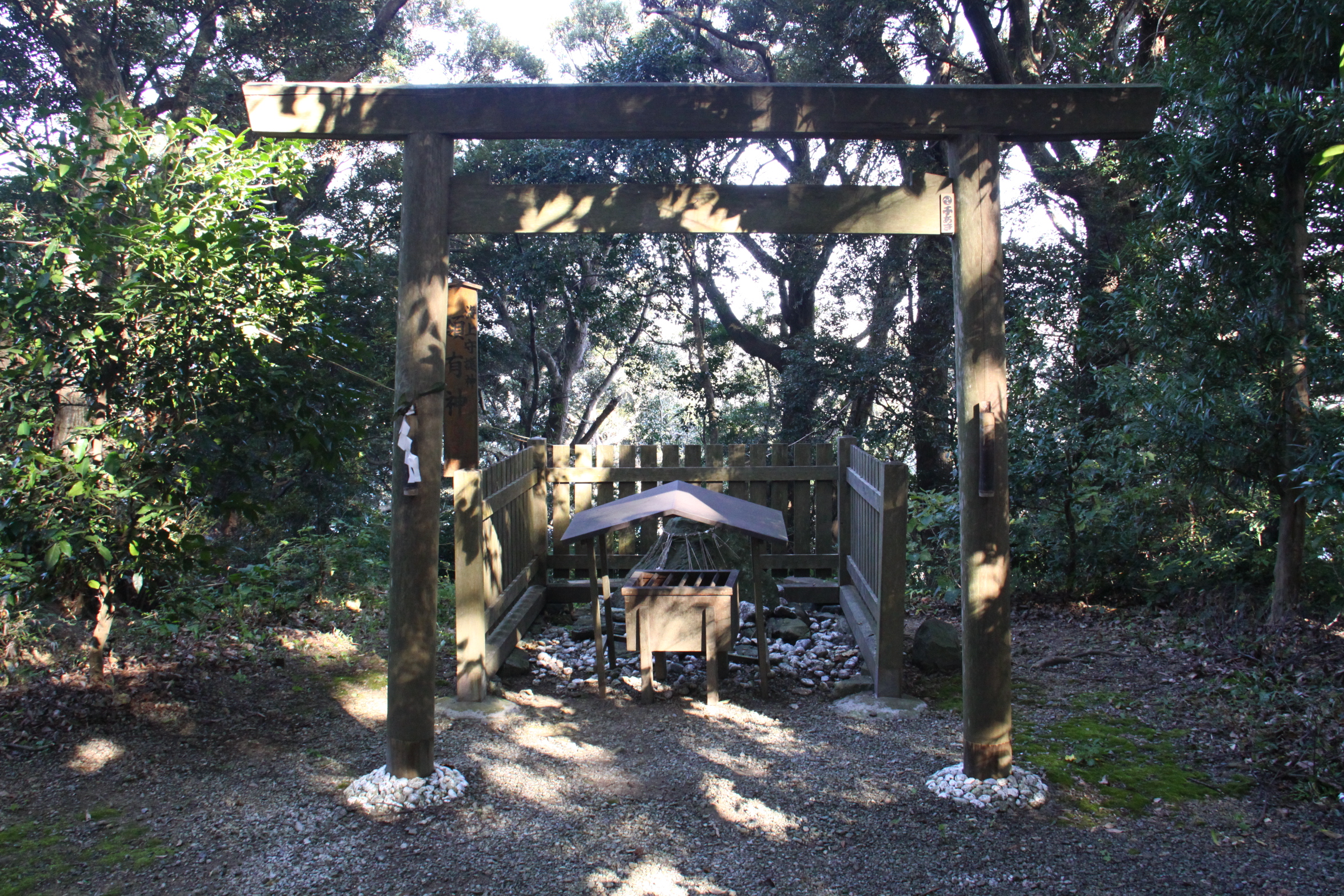
領有神 （うしはくがみ） 社殿から250mほど岬の先へ進んだ場所にある領有神の神体石。

## 主な祭事
- 明神祭（7月7日に近い日曜日）
- 大漁祈願祭（11月23日）

大漁祈願祭では御魚取り神事（みととりしんじ）が行われる。神事では素襖に烏帽子姿の五人年寄りが神前で刺し網を張り、「大漁じゃ」の掛け声と共に新鮮な魚を投げ入れる。神事終了後、魚は焼いて食べられる。

## 現地情報
所在地
- 三重県鳥羽市安楽島町字加布良古1020

交通アクセス
- 鳥羽駅（JR東海参宮線または近鉄鳥羽線）から、かもめバスで（鳥羽市コミュニティバス、安楽島行き）「安楽島」バス停下車 （下車後徒歩約40分）